# Rucher
Der Rucher (im Oberlauf und Mittelteil auch Buzelle genannt) ist ein kleiner Fluss in Frankreich, der im Département Aisne in der Region Hauts-de-France verläuft. Er entspringt am Südrand des Gemeindehauptortes von Crépy, entwässert zunächst Richtung Nordost, schwenkt im Unterlauf nach Westen und mündet nach insgesamt rund 16 Kilometern im Gemeindegebiet von Assis-sur-Serre als linker Nebenfluss in einen Seitenarm der Serre. Etwa im Mittellauf quert der Rucher die Autobahn A26 und verläuft kurz danach parallel zur aufgelassenen Bahnstrecke Laon–Le Cateau.

## Orte am Fluss
(Reihenfolge in Fließrichtung)
- Crépy
- Vivaise
- Chéry-lès-Pouilly
- Pouilly-sur-Serre
- Assis-sur-Serre